# Klaus Wöller
Klaus Wöller (Hannover, 23 de abril de 1956 – 14 de dezembro de 2024) foi um jogador de handebol profissional alemão. Ganhou medalha de prata nos Jogos Olímpicos de Verão de 1984.
Klaus Wöller fez cinco partidas como goleiro. 